# Bella Vista, Kalifornien
Bella Vista är en så kallad census-designated place i Shasta County i Kalifornien. Vid 2020 års folkräkning hade Bella Vista 3 641 invånare.